# Arnold Bormann
Arnold Bormann (* 29. Oktober 1894; † 23. Juli 1970) war ein deutscher Librettist und Textdichter.
Arnold Bormann trat bereits 1945 mit dem Libretto Biedermänner : Komödie in 3 Akten von Arnold Bormann (Buch) Sprache: Deutsch  Verlag: Berlin : Henschel, [ca. 1945] hervor.
1953 wurde ein Lied mit seinem Text veröffentlicht. In der Folgezeit schrieb er Texte für Gerhard Anders, Siegfried Mai und viele Komponisten aus dem östlichen Teil Deutschlands. Viele seine Lieder veröffentlichte Amiga und einige wurden zu Schlagern (zum Beispiel In der Bar „Zum langen Jan“ von Siegfried Mai).

## Seine Lieder
Die Liebe kommt immer wieder Gerhard Anders